# اورهان گنجه‌بای
اورهان گنجه‌بای (ترکی استانبولی: Orhan Gencebay) (زادهٔ ۴ اوت ۱۹۴۴ در صامسون، ترکیه)، ملقب به «اورهان بابا» موسیقی‌دان، تک‌نواز برجستهٔ باغلاما، آهنگساز، خواننده، تنظیم‌کنندهٔ موسیقی، تهیه‌کننده موسیقی، سرپرست گروه موسیقی و بازیگر سینما و تلویزیون است. او یکی از پدیدآوران و پیشروان موسیقی ترکیه است.

## پیشینه
«اورهان گنجه‌بای» در ۴ اوت ۱۹۴۴، در شهر ساحلی صامسون و در خانواده‌ای از تاتارهای کریمه
متولد شد. آموختن موسیقی را از سن ۶ سالگی آغاز نمود و زیر نظر «امین تارکچی» (یکی از موسیقیدانان کلاسیک در هنرستان عالی موسیقی در اوکراین)، نواختن ویلن و ماندولین را فرا گرفت. در سن ۷ سالگی، آموختن باغلاما را آغاز نمود و به تدریج موسیقی فولکلور ترکیه را نیز یادگرفت. در سن ۱۰ سالگی اولین آهنگ خود را ساخت و سپس در سن ۱۳ سالگی، آموختن «تبور ترکیه‌ای» را شروع کرد تا هرچه بیشتر، مفاهیم نظری و عملی موسیقی ترکیه را بشناسد.
او در دوران دبیرستان، یک گروه موسیقی سنتی و فولکلور ترکی تشکیل داده و به کار آموزش موسیقی مشغول شد و تعدادی کنسرت محلی نیز در استانبول و صامسون برگزار کرد.
پس از آن و از سن ۱۶ سالگی، به موسیقی راک و جاز علاقه‌مند شد و یادگیری و نواختن «ساکسوفون تنور» را در ارکسترهای بادی آغاز کرد. در این هنگام، به هنرستان عالی موسیقی ترکی در استانبول رفت و ۴ سال در آنجا به تحصیل پرداخت. در دوران خدمت سربازی هم، او نوازنده ساکسوفون در گروه موسیقی سازهای بادی برنجی در ارتش بود.

## زندگی حرفه‌ای
«اورهان گنجه‌بای» ۲۰ سال داشت که در آزمون ورودی سازمان رادیو و تلویزیون دولتی ترکیه پذیرفته شد و به مدت ۱۰ سال، نوازندهٔ ثابت باغلاما در رادیو و تلویزیون ترکیه بود.
در اواخر دههٔ ۶۰ میلادی، همکاری گسترده‌ای با برخی آهنگسازان در اجراهایشان و نیز در زمینهٔ ساخت موسیقی فیلم داشت. او مابین سال‌های ۱۹۶۶ تا ۱۹۶۸، به‌همراه «عارف ساگ» برای خوانندگانی چون «مظفر آق‌گوون»، «یلدیز تزکن»، «احمد سزگین»، «شوکران آی»، «صباحت آکیراز» و «نوری سسی‌گوزل» باغلاما نواخت. «اورهان گنجه‌بای» همچنین در فیلم‌های متعددی، سرپرست گروه موسیقی بوده‌است.
او با آهنگسازان فراوانی از سبک‌های دیگر موسیقی، نظیر «ارکین کورای»، «عمر فاروق تکبیلک»، «عصمت سیرال»، «برهان تونگوچ»، «اوزل سنای»، «ودات یلدیریم‌بورا»، «نشاط ارشات» و «عبدالله نائیل بایسو» همکاری داشته‌است و چندین آهنگ و ترانه در سبک‌های سنتی، فولکلور، کلاسیک غربی، جاز، کانتری، پراگرسیو، سایکودلیک، هندی، عربی، اسپانیولی و یونانی ساخته‌است. با آنکه عده‌ای سبک موسیقی او را آرابسک نامیده و وی را «سلطان موسیقی آرابسک» لقب داده‌اند، اما خودش، از پذیرفتن این عنوان و این سبک، سرباز زده و می‌گوید بکاربردن واژهٔ آرابسک برای توصیف موسیقی او، دقیق و کافی نیست. «اورهان گنجه‌بای» در سال ۱۹۷۲، شرکت موسیقی «کاروان رکورد» را بنیاد نهاد و در زمینه جذب و تهیه موسیقی برای برخی خوانندگان و هنرمندان آتی، نظیر «ارکین کورای»، «آژدا پکان»، «معزز آباجی»، «سیبل جان»، «مصطفی ساگ‌یاشار»، «احمد اوزهان» ، «کاموران آکور»، «سمیها یانکی»، «صمیمه سانای»، «نشه کارابوجاک»، «بدیعه آکارتورک»، «نیل بوراک»، «ضیا تاسکنت»، «سمیرامیس پکان» و «فردی اوزبگن» موفق بود و در واقع، یکی از موفق‌ترین و پول‌سازترین شرکت‌های موسیقی به‌شمار می‌رفت.
اورهان گنجه‌بای در طول دوران حرفه‌ای خود، در ۳۶ فیلم سینمایی و ۴ سریال تلویزیونی بازی کرده و برای ۹۰ فیلم نیز موسیقی ساخته‌است. او همچنین نزدیک به یکهزار قطعه موسیقی، ۳۵ تک‌آهنگ و ۳۰ آلبوم استودیویی و تعداد فراوانی مینی‌کلیپ ساخته‌است و آلبوم‌هایش بیش از ۶۵ میلیون نسخه فروش داشته‌است.

## زندگی شخصی
اورهان گنجه‌بای دو مرتبه ازدواج نموده‌است. همسر اول او «عزیزه گنجه‌بای» نام داشت که خود، خوانندهٔ مشهوری بود. اورهان پس از جدایی از او، با «سویم امره» ازدواج نموده و پیوند آنان، ۳۰ سال است که ادامه دارد.